# Berca
Berca est une commune du județ de Buzău en Roumanie.
Sa population était de 8 534 habitants en 2011.